# Sonic 3D
Sonic 3D Blast: Flickies' Island  (in Europa, Australië en Nieuw-Zeeland uitgebracht als Sonic 3D: Flickies' Island en als Sonic 3D Blast in Noord-Amerika) is een platformspel uit de Sonic the Hedgehog-serie. Het spel werd ontwikkeld in het Verenigd Koninkrijk door Traveller's Tales en gepubliceerd door Sega.
Archie Comics publiceerde een stripversie van het verhaal uit het spel in januari 1997. Tevens werd een stripversie van het spel verwerkt in deel #104-106 van Sonic the Comic.

## Achtergrond
Naast de Mega Drive-versie was Sonic 3D ook beschikbaar voor de Sega Saturn, dit omdat het spel Sonic X-treme niet werd uitgebracht. Bij de overgang werden meer details, betere graphics en nieuwe muziek toegevoegd.
In september 1997 werd het spel ook uitgebracht voor de pc. Deze versie had ook de mogelijkheid het spel op te slaan midden in een level. De naam van de pc-versie verschilde per regio, maar doorgaans werd de naam "Sonic 3D Blast: Flickies' Island" gehanteerd.

## Verhaal
Dr. Robotnik ontdekt een eiland in een andere dimensie. Dit eiland wordt bewoond door vreemde vogeltjes genaamd Flickies. Deze Flickies kunnen overal naartoe reizen middels speciale ringen. Hij besluit ze te vangen en voor zijn eigen doeleinden te gebruiken.
Wanneer Sonic op het eiland arriveert en ziet wat Robotnik gedaan heeft, besluit hij de Flickies te bevrijden.

## Gameplay
Het spel wordt gespeeld vanuit een isometrisch oogpunt in een de facto 2D-omgeving met een 3D-achtig uiterlijk. Sonic moet in verschillende levels de Flickies opsporen en ze naar een warp ring brengen.
Elk level bestaat uit drie onderdelen: twee normale en een eindbaas-gevecht. In de normale stukken zijn 10 tot 15 flickies te vinden. Meestal blijven Flickies rond Sonic vliegen tot hij ze naar een Warp Ring brengt, maar indien Sonic schade oploopt vliegen ze weg. Wat ze hierna doen hangt af van hun kleur:
- Blauwe Flickies: deze proberen Sonic weer terug te vinden. Indien dat niet lukt, gaan ze in cirkels vliegen zodat ze makkelijk op te sporen zijn.
- Roze Flickies: vertonen hetzelfde gedrag als de blauwe, maar ze vliegen in grotere cirkels.
- Rode Flickies: deze doen geen pogingen Sonic te vinden, maar blijven heen en weer vliegen tussen twee punten.
- Groene Flickies: deze zwerven doelloos door het level en doen ook geen pogingen Sonic te vinden.

Het spel heeft ook bonuslevels. Hierin kan men de chaosdiamanten vinden. Om een bonuslevel te betreden moet een speler 50 ringen verzamelen, en dan Knuckles of Tails opsporen.

## Platforms
| Jaar | Platform                     |
| ---- | ---------------------------- |
| 1996 | Sega Saturn, Sega Mega Drive |
| 1997 | Windows                      |
| 2007 | Wii Virtual Console          |

## Ontvangst
Sonic 3D werd met gemengde reacties ontvangen. De meeste reacties waren echter negatief. Enkele punten van kritiek waren de besturing, het feit dat Sonic in het spel niet zijn kenmerkende snelheid heeft (behalve als hij een power-up krijgt), en het te makkelijke niveau van de speciale levels.
Het spel werd wel geprezen voor de graphics. De Saturnversie deed het beter dan de Genesis-versie. De pc-versie ontving de slechtste kritieken.
| Beoordeeld door         | Platform        | Datum            | Score |
| ----------------------- | --------------- | ---------------- | ----- |
| PC Player (Duitsland)   | Windows         | september 1997   | 100%  |
| Mega Fun                | SEGA Saturn     | februari 1997    | 82%   |
| PC Jeux                 | Windows         | september 1997   | 81%   |
| All Game Guide          | SEGA Saturn     | 1998             | 70%   |
| Computer Games Magazine | Windows         | 1997             | 70%   |
| Video Games             | SEGA Saturn     | februari 1997    | 70%   |
| Edge                    | SEGA Saturn     | maart 1997       | 60%   |
| PC Games (Duitsland)    | Windows         | september 1997   | 60%   |
| The Video Game Critic   | SEGA Saturn     | 27 juni 2000     | 50%   |
| The Video Game Critic   | Sega Mega Drive | 9 september 2001 | 42%   |